# Estádio Al-Maktoum
O Estádio Al-Maktoum é um estádio localizado em Dubai, nos Emirados Árabes Unidos, possui capacidade total para 15.058 pessoas, é a casa do time de futebol Al Nasr SC, foi inaugurado em 1981, passando por reformas em 2018.